# Площадь Победы (Москва)
Площадь Победы — площадь в районе Дорогомилово Западного административного округа города Москвы. Площадь расположена на Кутузовском проспекте в районе его пересечения с улицами Барклая, Генерала Ермолова и 1812 года.
В районе площади встречные полосы Кутузовского проспекта расходятся, потому что посередине проспекта расположен сквер, в котором установлена Триумфальная Арка. Площадь Победы представляет собой этот сквер посреди проспекта, а также два небольших между проспектом и жилыми домами к северу и к югу от него. С запада площадь не имеет чётко определённых границ (на юго-запад начинается Парк Победы).

## Происхождение названия
Площадь была названа 4 апреля 1975 года в ознаменование 30-летия победы в Великой Отечественной войне. По случаю присвоения площади имени состоялся торжественный митинг и была открыта гранитная памятная доска (архитектор Ю. Х. Гальперин).

## Примечательные здания и сооружения
- Триумфальная арка — Триумфальные ворота, сооружённые в 1829—1834 годах по проекту архитектора О. И. Бове в честь победы русского народа в Отечественной войне 1812 года. До 1936 года ворота располагались на площади Тверской заставы, откуда были убраны для проведения реконструкции площади. В 1966—1968 годах Триумфальная арка была воссоздана коллективом авторов (архитекторы В. Я. Либсон, И. П. Рубен, Г. Ф. Васильева, Д. Н. Кульчинский, инженеры М. Гранкина и А. Рубцова на основе проекта О. И. Бове) на новом месте — Кутузовском проспекте (ныне — на площади Победы) .
- № 1, корпус А — жилой дом. Здесь жил режиссёр театра и кино Пётр Фоменко[3].
- № 1, корпус Е — в доме жила балерина Нина Сорокина[4].
- № 2, корпус 2 — здесь в 1958—1969 годах жил актёр театра и кино Сергей Столяров[5]. Строился дом под руководством фронтовика, главного инженера Строительного управления Главмосстроя Соколова Г.М. — в дальнейшем Заслуженного строителя РФ[6].
- № 3, корпус Б — Храм Георгия Победоносца на Поклонной горе, православный храм конца XX века, возведённый к пятидесятилетней годовщине победы в Великой Отечественной войне.

## Транспорт
- Станции метро: Парк Победы
- Автобусы: м2, м27, т7, т7к, т39, 91, 116, 157, 205, 301, 324, 339, 442, 454, 457, 474, 477, 840; н2 (ночной)